# Exequiel Zeballos
Oscar Exequiel Zeballos, mais conhecido como Exequiel Zeballos (La Banda, 24 de abril de 2002) é um futebolista argentino que atua como ponta. Atualmente joga no Boca Juniors.

## Carreira

### Início
Nascido em La Banda, província Santiago del Estero, Zeballos iniciou sua carreira com apenas quatro anos na base da escolinha do Club Atlético Sarmiento de La Banda. A idade mínima para adentrar na base era de cinco anos, mas o dirigente da base Rene Ruiz abriu uma exceção e aceitou Zeballos pelo fato de ter jogado com seu pai, Oscar, na base do Sarmiento. Nessa época, Zeballos ganhou o apelido de Palácios, pelo fato de andar com uma pequena trancinha no cabelo igual a Rodrigo Palacio, que atuava no clube na época. Além do Sarmiento, também atuava pelo clube local Los Dorados de Termas de Rio Honda.

### Boca Juniors
Em 2013 e com 11 anos, Zeballos atuava no Torneo Sueño Celeste em Rafaela na província de Santa Fé quando foi observado pelo captador do Boca Juniors Diego Mazzilli, que o levou para base dos Xineizes, tendo migrado paro CT da base do clube, a Casa Amarilla. Ficou vivendo na sua cidade e viajando para base do clube até 2015, quando em 2016 foi definitivamente integrado na pensão clube. Assinou seu primeiro contrato com o clube em 2018, indo até junho de 2022.

#### 2020
Em 2020, Zeballos foi chamado para a equipe principal do Boca para realizar pré-temporada. Porém, só estrebaria em 29 de novembro de 2020, na vitória de 2–0 sobre o Newells Old Boys pela 4ª rodada da Copa da Superliga Argentina.

#### 2021
Zeballos fez seu primeiro gol profissional e pelo Boca Juniors na vitória de 4–0 sobre o Central Córdoba em 11 de setembro de 2021, válido pela última rodada da Campeonato Argentino. Em 14 de dezembro, Zeballos fez o gol dos Xineizes no empate de 1–1 com o Barcelona no torneio amistoso Copa Diego Maradona, feita na Arabia Saudita para homenagear a morte de Diego Maradona.

#### 2022
Em 2 de março, fez um dos na vitória por 4–1 sobre o Club Atlético Central Córdoba na Copa da Argentina de 2022. Em 15 de junho, Zeballos fez dois gols na vitória de 4–2 sobre o Tigre na 3ª rodada do Campeonato Argentino de Futebol. Quatro dias depois marcou novamente na vitória por 3–1 sobre o Barracas Central. Em 10 de agosto de 2022, na partida das oitavas de final da Agropecuario pela Copa da Argentina, Zeballos acabou sofrendo uma falta dura de Milton Leyendeker que acabou lesionando a tíbia da perna direita e o tirou dos campos por quatro a seis meses.

#### 2023
Voltou a atuar oficialmente após cinco meses e 19 dias, na vitória por 1–0 sobre o Atlético Tucumán pela 1ª rodada do Campeonato Argentino em 29 de janeiro entrando no lugar de Sebastián Villa. Após isso entrou em mais duas partidas: contra o Central Córdoba e Talleres, todas entrando no decorrer das partidas, até sofrer uma nova contusão em 13 de fevereiro num treino, tendo que ser operado. 
Retornou 63 dias depois contra na vitória contra o Boca Juniors, 12ª rodada. Porém, Zeballos após a partida sentiu novamente e só retornou três meses depois a ser relacionado, em uma partida contra o Gimnasia y Esgrima.

## Seleção Argentina

### Sub-15
Foi um dos convocados por Diego Placente para disputar o Sul-americano Sub-15 pela seleção na própria Argentina, participando da campanha vencedora que derrotou o Brasil por 3–2 e sagrou-se campeã, tendo feito cinco gols e sido um dos melhores do torneio.

### Sub-17
Zeballos também integrou o elenco da Seleção Argentina Sub-17 do Sul-Americano da categoria, no Peru, convocado por Pablo Aimar. Além de marcar um gol, foi um dos destaques do torneio e compôs o elenco campeão. Também foi convocado para o Mundial da categoria, na Brasil.

### Principal
Obteve sua primeira convocação para a Seleção Principal em 3 de novembro de 2021, para dois jogos contra Uruguai e Brasil válidos pelas Eliminatórias para a Copa do Mundo de 2022.

## Estatísticas
Atualizadas até 26 de setembro de 2022.

### Clubes
| Clube             | Temporada         | Campeonato nacional | Campeonato nacional | Campeonato nacional | Copa nacional[a] | Copa nacional[a] | Copa nacional[a] | Competições continentais[b] | Competições continentais[b] | Competições continentais[b] | Outros torneios[c] | Outros torneios[c] | Outros torneios[c] | Total | Total | Total   |
| Clube             | Temporada         | Jogos               | Gols                | Assist.             | Jogos            | Gols             | Assist.          | Jogos                       | Gols                        | Assist.                     | Jogos              | Gols               | Assist.            | Jogos | Gols  | Assist. |
| ----------------- | ----------------- | ------------------- | ------------------- | ------------------- | ---------------- | ---------------- | ---------------- | --------------------------- | --------------------------- | --------------------------- | ------------------ | ------------------ | ------------------ | ----- | ----- | ------- |
| Boca Juniors      | 2019–20           | —                   | —                   | —                   | 6                | 0                | 0                | 0                           | 0                           | 0                           | —                  | —                  | —                  | 6     | 0     | 0       |
| Boca Juniors      | 2021              | 8                   | 1                   | 1                   | 2                | 0                | 0                | 1                           | 0                           | 0                           | —                  | —                  | —                  | 11    | 1     | 1       |
| Boca Juniors      | 2022              | 10                  | 3                   | 1                   | 11               | 1                | 0                | 8                           | 0                           | 1                           | —                  | —                  | —                  | 29    | 4     | 2       |
| Boca Juniors      | Total             | 18                  | 4                   | 2                   | 19               | 1                | 0                | 9                           | 0                           | 1                           | 0                  | 0                  | 0                  | 46    | 5     | 3       |
| Total na carreira | Total na carreira | 18                  | 4                   | 2                   | 19               | 1                | 0                | 9                           | 0                           | 1                           | 0                  | 0                  | 0                  | 46    | 5     | 3       |

- a.^  Jogos da Copa da Argentina e da Copa da Liga Argentina
- b.^  Jogos da Copa Libertadores da América
- c.^  Jogos da

## Títulos

### Boca Juniors
- Copa de Liga Argentina: 2020, 2022
- Copa da Argentina: 2021

### Seleção Argentina
- Campeonato Sul-Americano de Futebol Sub-15: 2017
- Campeonato Sul-Americano de Futebol Sub-17: 2019